# Louis Banks
Louis Banks (N. Darjeeling, 11 de febrero de 1941, cuyo nombre verdadero es Dambar Bahadur Budaprithi) es un compositor de música de cine, productor discográfico, músico de jazz, pianista y cantante indio, ganador de varios premios Grammy. Interpreta todo estilo de géneros musicales como el Indipop, el jazz moderno, progresivo y contemporáneo y el indo jazz fusión, ha sido declarado el padrino del Jazz de la India.

## Biografía
Louis Banks nació de padres nepaleses, Sarswati y George Banks, un músico, reconocido en su ciudad natal de Darjeeling. Su educación musical empezó a temprana, fue a manos de su padre y su vecina, la señora Myers. Su padre Pushkar Bahadur, un trompetista nepalí se trasladó a Calcuta a principios de la década de los años 1940 para unirse a una banda europea que residía en esta ciudad, posteriormente cambió su nombre po George Banks. Su abuelo, Bakhat Bahadur Budapirti, compuso el himno nacional de Nepal titulado "Shreeman Gambhira Nepali" que fue el primer himno oficial desde 1962 a 2006. 
Hizo sus estudios en la Escuela St. Roberts, de Darjeeling. Sintiendo el interés de los bancos de la música occidental, empezó a los trece años de edad a tocar la guitarra y la trompeta, su padre cambió su nombre por el de Louis Banks en homenaje a Louis Armstrong. Este cambio de nombre le dio pequeñas confianza para hacerse algo grande en el mundo de la música occidental. Él comenzó a recibir clases de piano de su padre y también formó parte de una banda musicak. Banks asistió a la universidad en el Colegio San José en Darjeeling, donde continuó sus estudios de piano. 

## Carrera
Louis Banks se trasladó a Katmandú, con la banda de su padre y decidió convertirse en músico a tiempo completo. Fue allí donde descubrió la música jazz. A finales de los años 1960, como miembro de una banda del legendario grupo Weather Report, ofrecieron un concierto en el Soaltee en Katmandú, durante tres años. Durante su estancia allí, rechazaron una oferta de RD Burman para trabajar en Bombay. No contento en Katmandú, Banks se trasladó a Calcuta en 1971, donde conoció a la cantante Pam Craine y al saxofonista Braz Gonsalves y formó con Louis Banks una banda musical. La banda comenzó a iniciarse en el Hotel Hindustan, lo que condujo a obtener una invitación para tocar en un restaurante llamado Blue Fox, un popular club nocturno por su patrocinio de la música occidental en vivo. A partir de ahí, fue capaz de conseguir trabajo componiendo jingles de publicidad y temas musicales teatrales.